# Schlosspark Pietzpuhl

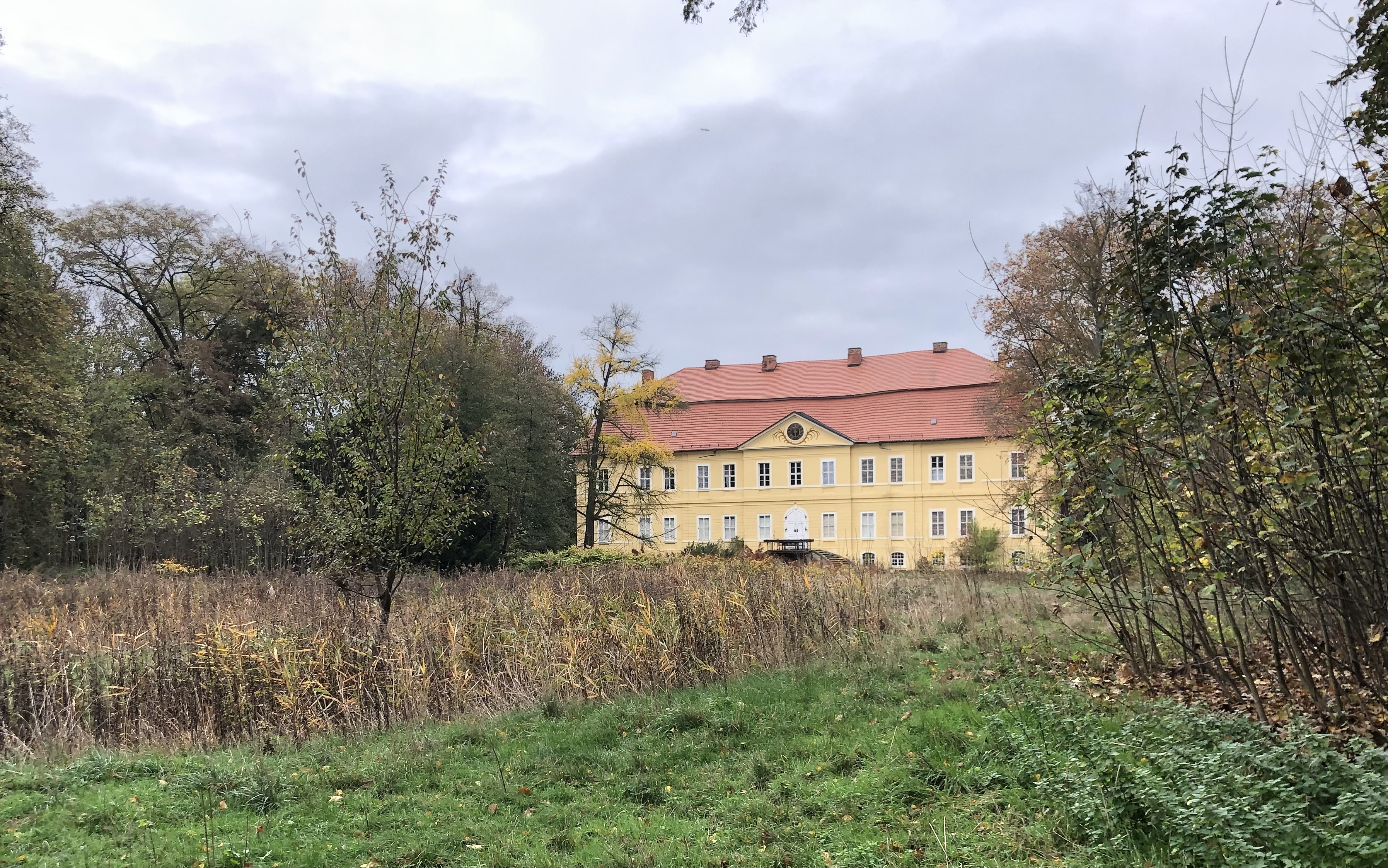
Schlosspark Pietzpuhl, 2022

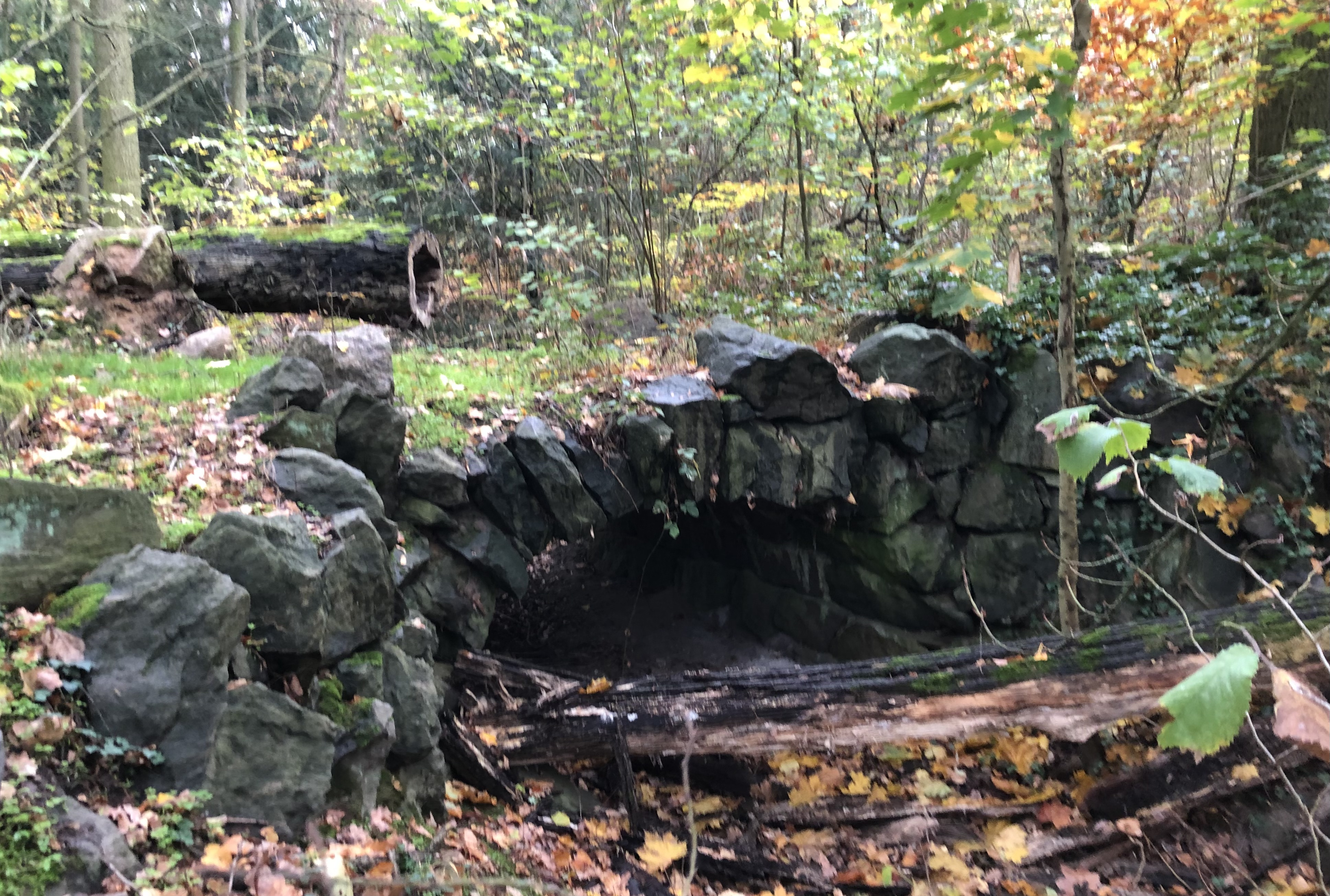
Brücke im Park

Der Schlosspark Pietzpuhl ist ein denkmalgeschützter Park im zur Gemeinde Möser in Sachsen-Anhalt gehörenden Dorf Pietzpuhl.
Der Park erstreckt sich südlich von Schloss Pietzpuhl und geht in die umgebende Landschaft über.

## Gestaltung und Geschichte
Die Anlage wurde von Carl von Wulffen zwischen 1808 und 1828 im Stil eines Englischen Landschaftsgartens angelegt. Der heute (Stand 2022) verwilderte Park weist gestaltete Grabenläufe auf, die von, zum Teil erhaltenen, hölzernen bzw. steinernen Brücken überspannt werden. 
An einer Schleife eines Grabens, im südöstlichen Teil des Parks, befindet sich das im Stil der Neogotik errichtete Mausoleum im Schlosspark Pietzpuhl. Im Umfeld des Mausoleums befinden sich die Grabstätten des Odo Werner von Wulffen (1829–1885) und der Anna von Wulffen, geborene Thümen (1841–1918).
Im örtlichen Denkmalverzeichnis ist der Park unter der Erfassungsnummer 094 05733 als Baudenkmal verzeichnet.